# Железный занавес

Границы «железного занавеса» на карте Европы

«Желе́зный за́навес» (англ. Iron Curtain) — политическое клише, введённое в активное обращение Уинстоном Черчиллем 5 марта 1946 года в его Фултонской речи и ознаменовавшее начало холодной войны. Обозначало информационный, политический и пограничный барьер, изолирующий СССР и другие социалистические страны от капиталистических стран Запада.
Черчилль сказал: «Над континентом, простирающимся от Штеттина на Балтике до Триеста на Адриатике, опустился железный занавес. За этой чертой лежат все столицы древних государств центральной и восточной Европы. Варшава, Берлин, Прага, Вена, Будапешт, Белград, Бухарест и София, все эти знаменитые города и население вокруг них находятся, как я её называю, в советской сфере и в той или иной форме подвержены не только советскому влиянию, но и в высокой, а в ряде случаев и во всевозрастающей степени контролю со стороны Москвы».
Политика изоляции носила взаимный характер. В энциклопедии «Британника» и западной публицистике преобладает мнение о том, что «занавес» был возведён СССР в курсе проводимой его руководством политики самоизоляции. В советской же публицистике обращали внимание на политику Запада по изоляции СССР.
Термин «железный занавес» использовали в пропагандистском смысле и до Черчилля Жорж Клемансо (23 декабря 1919 года) и Йозеф Геббельс (25 февраля 1945 года). Что касается изоляции советского государства, то она началась ещё в 1917—1920 годах. В 1917 году выражение впервые было употреблено русским философом Василием Розановым в «Апокалипсисе нашего времени» (1918 год), который сравнил события Октябрьской революции с театральным действом, после которого «с лязгом, скрипом» опустился громоздкий занавес из железа над русской историей. Начало усиления самоизоляции советской власти датируют 1934—1939 годами.
Железный занавес стал рассыпаться к концу 1980-х годов вследствие политики гласности и открытости, проводившейся в СССР и восточноевропейских странах (см. Европейский пикник). Символом падения железного занавеса стало разрушение Берлинской стены. Официальной датой завершения этого периода стало 1 января 1993 года, когда уже в постсоветскую эпоху вступил в силу закон «О порядке выезда из СССР», фактически отменивший разрешительное визирование выезжающих в ОВИРе и разрешивший свободный выезд за границу без выездных виз.

## История
Одним из первых использовал термин «железный занавес» немецкий политик Йозеф Геббельс. В своей статье «2000 год» («Das Jahr 2000») в газете «Das Reich» от 23 февраля 1945 года он высказал уверенность, что после покорения Германии, СССР отгородит «железным занавесом» Восточную и Юго-Восточную Европу от остальной её части.
Также известно, что последний министр иностранных дел Третьего рейха Шверин фон Крозиг 2 мая 1945 года заявил по радио следующее: «По улицам ещё не оккупированной части Германии поток отчаявшихся и голодных людей, преследуемых истребителями-бомбардировщиками, стремится на запад. Они бегут от неописуемого ужаса. С востока надвигается железный занавес, за которым творится невидимое миром разорение». Современный смысл выражение «железный занавес» получило благодаря Уинстону Черчиллю, который употребил его в своей Фултонской речи. В то же время известно, что он использовал это выражение ещё 4 июня 1945 года в телеграмме Гарри Трумэну и в разговоре с Иосифом Сталиным в ходе Потсдамской конференции (1945; на это высказывание тогда последовала лаконичная реакция советского лидера: «Все это сказки!»).
Однако оно существовало и раньше. Ещё в 1904 году в книге «Пища богов» Герберт Уэллс использовал выражение «железный занавес» для описания «принуждения к конфиденциальности» (англ. enforced privacy).
Применительно к русской истории в книге «Апокалипсис нашего времени» (1917) философ Василий Розанов (1856—1919) писал так:

С лязгом, скрипом, визгом опускается над Русской Историей железный занавес

— Представление окончилось.

Публика встала.

— Пора надевать шубы и возвращаться домой.

Оглянулись.

Но ни шуб, ни домов не оказалось.
Прямой антисоветский смысл выражение приобрело в 1919 году, когда премьер-министр Франции Жорж Клемансо на Парижской мирной конференции произнёс фразу:
«Мы желаем поставить вокруг большевизма железный занавес, который помешает ему разрушить цивилизованную Европу».

В 1920 году в книге о своём путешествии в Советскую Россию «Через большевистскую Россию» Этель Сноуден написала:

Наконец-то мы очутились за «железным занавесом».
С 1926 года попытки выезда из СССР за рубеж, не санкционированные ОГПУ, карались как «контрреволюционные связи с заграницей» или «шпионаж». В 1927 году году была принята новая редакция 58-й статьи УК РСФСР, по которой попытки несогласованно получить или отправить письма за рубеж в обход цензуры карались от трёх лет лишения свободы с конфискацией имущества, получение писем стало расцениваться как «контрреволюционные связи с заграницей», а отправка как «шпионаж». Цензурой допускались лишь письма с просьбой прислать денег.
Как отмечают, между российской и зарубежной наукой к 1935 г. был опущен железный занавес, учёным был закрыт выезд в Европу (исключение сделали для В. И. Вернадского), а отступление от этого правила было вызвано проведением Франко-советской недели в Париже в связи с подписанием Франко-советского пакта о взаимопомощи 2 мая 1935 г.
В 1937 году советские власти под угрозой расстрела запретили любую переписку частных лиц с заграницей, попытки самостоятельно получить или отправить письма за рубеж карались как «сношения с иностранным государством или отдельными его представителями». Такая ситуация продолжалась до отмены 58-й статьи в 1961 году, при этом переписка с зарубежьем продолжала проверяться цензурой, а поездки за рубеж так же могли быть возможны только по согласованию с органам госбезопасности.
В СССР в межвоенное время это выражение также было известным. В частности, советский писатель Лев Никулин опубликовал 13 января 1930 года в «Литературной газете» статью под названием «Железный занавес», в которой писал:

Когда на сцене пожар, сцену отделяют от зрительного зала железным занавесом. С точки зрения буржуазии в Советской России двенадцать лет кряду длится пожар. Изо всех сил нажимая на рычаги, там стараются опустить железный занавес, чтобы огонь не перекинулся в партер… Буржуазия пытается опустить занавес между Западом и нами.

### После Второй мировой войны

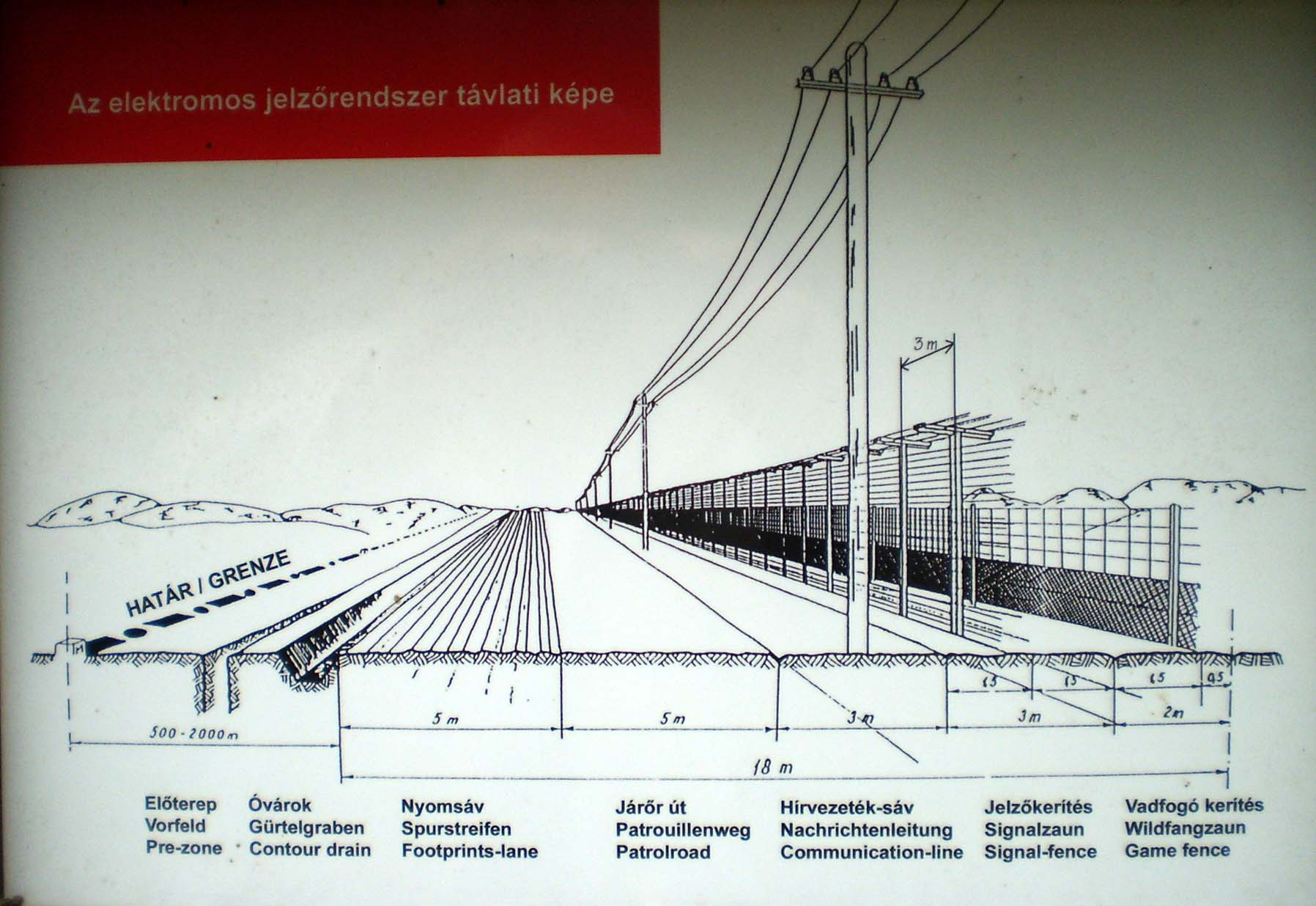
Инструкция для соцстран по устройству запретной зоны на границе с Западным миром со следовой полосой, проволочными заграждениями, сигнальным кабелем и кабелем постоянного тока.

После войны термин использовался и советской пропагандой:

Могущественные силы, стоявшие за спиной Гарри Трумэна, провозгласили политику разнузданного антикоммунизма и военной истерии. Это сказалось во всём, и в частности в вопросе о репатриации советских граждан. С грохотом опустившийся американский железный занавес отрезал от Родины наших соотечественников, занесённых «злой» судьбой в Западную Германию.
— Алексей Брюханов
На практике население страны было лишено возможности как выезжать за рубеж без санкции властей (имевшие допуск к выезду за границу именовались на советском сленге «выездными»), так и получать не санкционированную властями информацию из внешнего мира (см. Глушение, Спецхран, Главлит).
Любые контакты с иностранцами должны были быть санкционированы властями, даже если советский гражданин просто хотел попрактиковаться в своём знании иностранного языка. Супружество с гражданином другой страны стояло перед множеством препон и зачастую было практически неосуществимо, а в сталинское время ещё и наказуемо по ст. 58-3. В связи с монополизацией внешней торговли в 1918 году в РСФСР все проживавшие на территории СССР не имели возможность иметь иностранную валюту легально.
Индивидуальные попытки преодоления «железного занавеса» сводились к «невозвращению» из санкционированной поездки за рубеж. В 1970-х годах попытки эмигрировать всей семьёй были возможны только для выезда в Израиль, и то по ограниченной квоте и после преодоления многочисленных препонов (см. Отказник) или если один из супругов был иностранец. Другие причины для эмиграции не рассматривались. В экстремальных случаях попытки вырваться за границу СССР принимали вооружённый характер: попытка побега Семья Овечкиных, Захват автобуса с детьми в Орджоникидзе 1 декабря 1988 года и так далее.
Вместе с тем, как в XX веке, так и теперь, выражение «железный занавес» не всегда имеет «политический» смысл и иногда употребляется применительно к иным сферам человеческой деятельности.
В книге «Исповедь сталиниста» Иван Фотиевич Стаднюк написал, что получал от читателей из стран Запада письма, на некоторые из которых он ответил. Но ответные письма эти читатели не получили. Стаднюк делает вывод, что письма были изъяты органами власти СССР.
В 1955 году ЦК КПСС разрешил советским гражданам ограниченный туризм за пределы СССР. К середине следующего десятилетия уже сотни тысяч граждан, прошедших спецпроверку КГБ и получивших выездные визы, путешествовали за границу каждый год.

## Падение
27 июня 1989 года австрийский министр иностранных дел Алоиз Мок и его венгерский коллега Дьюла Хорн совместно разрезали пограничный забор, чтобы подчеркнуть начатую Венгрией 2 мая того же года ликвидацию защитных сооружений на границе. 19 августа там же происходит Европейский пикник. 11 сентября Венгрия открывает для свободного пересечения границу с Австрией, десятки тысяч беженцев из Восточной Германии устремляются в Западную Германию через Венгрию и Австрию, где запрашивают политического убежища. 7 октября была распущена Венгерская социалистическая партия, правящая партия Венгрии. 9 ноября, после того как представитель Политбюро ГДР Гюнтер Шабовски, не полностью информированный о технических особенностях или процедурах недавно согласованного снятия ограничений на поездки, ошибочно объявляет на пресс-конференции в Восточном Берлине, что границы были открыты. Сразу после этого правительственного сообщения начинается стихийный демонтаж населением Берлинской стены. В Восточной Европе, в очередную годовщину ВОСР, начинаются мирные революции, просоветские правительства смещены. Как отмечает по этому поводу Саймон Дженкинс: «Железный занавес пал после того как десятки тысяч людей, которых лишили демократии, попросту «проголосовали ногами»».

## Память

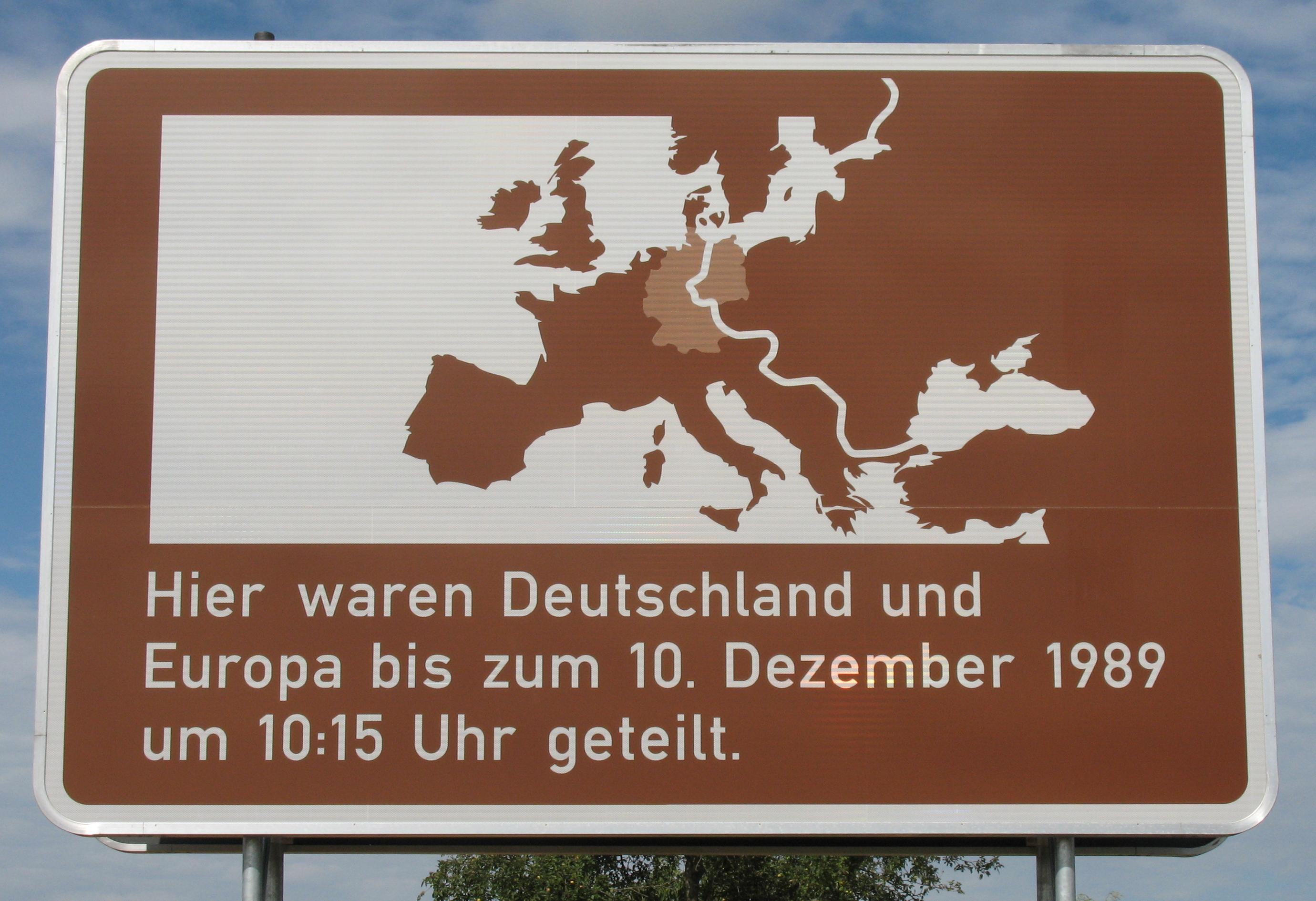
Знак на месте бывшей границы между ФРГ и ГДР: «Здесь была разделена Германия и Европа до 10.15 10 декабря 1989 года»

В 1992 году ООН осудила СССР за «репрессии, агрессивную политику против стран Запада и создание железного занавеса». Президент России Борис Ельцин выступая в сенате США, в своей речи поздравил западных коллег, отметив что «коммунистический идол повержен».
Существует трансъевропейский велосипедный маршрут Iron Curtain Trail.